# Мост Миломира Главчића
Мост Миломира Главчића је један од мостова преко Ибра на територији Града Краљева. За саобраћај је отворен 2014, а назван је по Миломиру Главчићу, који је донирао значајан део средстава за његову изградњу.

## О донатору
Миломир Главчић рођен је 6. децембра 1924. године, у селу Ковачи, у подножју Копаоника и близини Јошаничке Бање. У младости је остао без обоје родитеља, а у потрази за запослењем преселио се у Београд, где је почео да учи занат. По окончању Другог светског рата, те успостављањем комунистичког режима у Југославији, Главчић је пребегао у Грчку. Живео је у избегличком кампу, а краћи период провео и у Италији, пре него што је, 11. априла 1949. постао држављанин Канаде. На својим почецима у тој држави, Главчић је радио на фарми. Нешто касније упознао је Армелину, Италијанку, којом се оженио, те је пар одлучио да покрене сопствени посао од заједничке уштеђевине и позајмица. Своје приходе најпре су остваривали као власници малог ресторана, а касније, развојем туристичког потенцијала Нијагариних водопада, у чијој су близини живели, свој капитал су увећавали улагањем у некретнине и угоститељство. Године 2004, Главчић је објавио аутобиографију на 500 страна, под називом Трн у нози на дугачком путу. Главчић је својим средствима помогао Епархију канадску, а донирао је и изградњу цркве посвећене Светом Ђорђу на Нијагариним водопадима. Уз Главчићеву помоћ, Срби из тог дела Канаде подигли су Споменик Николи Тесли. Његова светост, Патријарх српски Иринеј, одликовао га је Црквеним орденом Светог Саве трећег степена, приликом посете Канади, 2012. године. Поред својих поклона Србима у Канади, Главчић је донирао значајна средства својој домовини, где је учествовао у финансирању више инфраструктурних пројеката и набавци медицинских апарата.

## Изградња моста
Према ранијем плану и припремљеном пројекту, радови на изградњи новог моста преко Ибра започети су 20. јуна 2012. године. Мост је предвиђен као веза Карађорђеве улице и Рибнице, која би растеретила главни Ибарски мост и омогућила заобилажење централног градског језгра. Са десне стране Ибра, урбанистичким пројектом је планиран нов део града, на површини од 140 хектара, те је мост позициониран на том месту како би ново насеље брже повезао са остатком града. На почетку радова, уклоњен је део објеката из Скопљанске улице, док је обала Ибра обезбеђена подизањем бедема. Финансијска контрукција пројекта затворена је донацијом Миломира Главчића у износу од милион евра, док је остатак средстава до 178 милиона динара финансиран из градског буџета. Град је на себе преузео и трошкове припремних радова у виду санације и проширења дела Скопљанске улице, приступне саобраћајнице и путну сигнализацију. Укупна вредност радова процењена је на 304 милиона динара. У главну конструкцију моста уграђено је око 300 тона гвожђа и две и по хиљаде кубних метара бетона.

## Свечана отварања
Немојте само да од државе тражите помоћ, запитајте се шта сте ви учинили за државу. Ни ја од канадске државе нисам добио ништа, све сам морао сам, али сам, пошто сам успео у бизнису, канадској држави до сада платио бар 20 милиона евра пореза. Зато, драги моји Срби, мање одмора и хлада, а више рада.

—Писмо Миломира Главчића сународницима у Србији.
Новоизграђени мост, дужине 240 и ширине 12 метара свечано је отворен 5. септембра 2014. године, у присуству градоначелника Краљева, Томислава Илића, председника Србије, Томислава Николића, те канадског амбасадора у Србији, Романа Вашчука. Истог дана када је и отворен, мост је добио употребну дозволу. Новоизабрани градоначелник Краљева, Предраг Терзић, крајем 2016. године свечано је у рад пустио семафор на раскрсници Карађорђеве, Скопљанске и Улице Олге Милутиновић, уз образложење да је на тај начин решен проблем гужви у саобраћају у том делу града.